# Länsväg 305
De Zweedse weg 305 (Zweeds: Länsväg 305) is een provinciale weg in de provincies Gävleborgs län en Västernorrlands län in Zweden en is circa 88 kilometer lang.

## Plaatsen langs de weg
- Delsbo
- Bjuråker
- Friggesund
- Hassela
- Stöde

## Knooppunten
- Riksväg 84 bij Delsbo (begin)
- Länsväg 307 bij Hassela
- E14 bij Stöde (einde)